# Piana di Monte Verna
Piana di Monte Verna är en ort och kommun i provinsen Caserta i regionen Kampanien i Italien. Kommunen hade 2 312 invånare (2017).